# Le Matador (Picasso)
Le Matador est un tableau de Pablo Picasso peint le 4 octobre 1970 dans les Alpes-Maritimes, en région Provence-Alpes-Côte d'Azur. Dans sa résidence de vacances,. Il fait partie d'une série de peintures peintes sous le nom du torero faites jusqu'en 1971. 

## Les toreros de Picasso
De septembre 1970 à avril 1971, Pablo Picasso peint environ douze toreros. Ce sont toutes des huiles sur toile de tailles variables, à l'exception de deux huiles sur carton ondulé du 16 octobre 1970, de même taille mais de facture légèrement différente. Les dix autres peintures, toujours intitulées « torero », forment une suite dans la continuité des huiles sur carton, mais le torero est parfois munis d'une épée et l'artiste pousse à l'extrême certains traits du visage, du costume ou de la coiffure rouge dont il l'a affublé. Le peintre ajoute même un petit nœud bleu tout en haut du front, qui lui donne l'air d'une gitane. Une toile du 11 avril 1971 (92 x 73 cm) aboutit à une stylisation qui évacue tout attribut du torero. Le personnage porte une sorte de chapeau de paille, qui le fait ressembler à une femme. Rafael Alberti ne précise pas le lieu où sont conservées ces toreros et pour cause, le livre est paru un an après la mort de Picasso, la succession n'avait pas encore été faite. 

## Le Matador
Le Matador est aujourd'hui une des œuvres permanentes du célèbres musée éponyme en son honneur, Musée Picasso (Paris). L’œuvre fait partie de la collection officielle du musée. C'est un des plus complets  de la série des torero, il possède tous les attributs du torero avec épée et un accoutrement grotesques où l'on peut voir un hommage à la corrida, en effet de nombreuses personnes pensaient à tort que ces vêtements énerveraient  encore plus les taureaux. « Ce personnage haut en couleur et comme sorti d'une autre dimension , fume d'un air détaché et agressif son joint , comme Picasso avait l'habitude de poser sur les photographies. C'est sans surprise que le thème du matador revient à la fin de la vie de [Pablo Picasso], comme une image obsédante de la mort et de la violence. Elle est empreinte chez Picasso de fortes connotations sexuelles rappelées ici par les deux symboles grossièrement phalliques que sont l'épée et le joint de Picasso. » souligne Émilie Bouvard, conservatrice du patrimoine du Musée national Picasso-Paris.